# سوق السمك

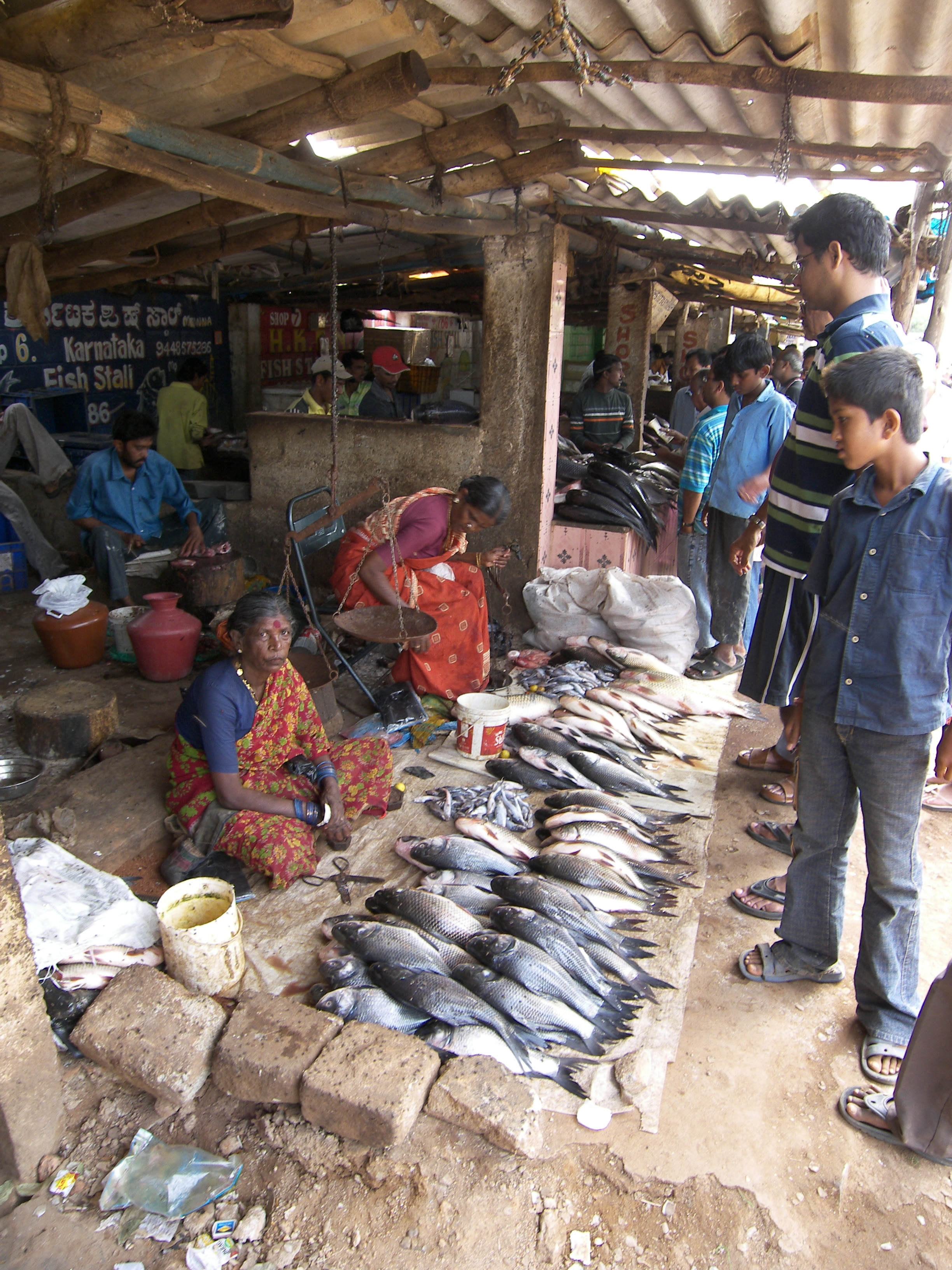
كشك لبيع السمك في بنغالور

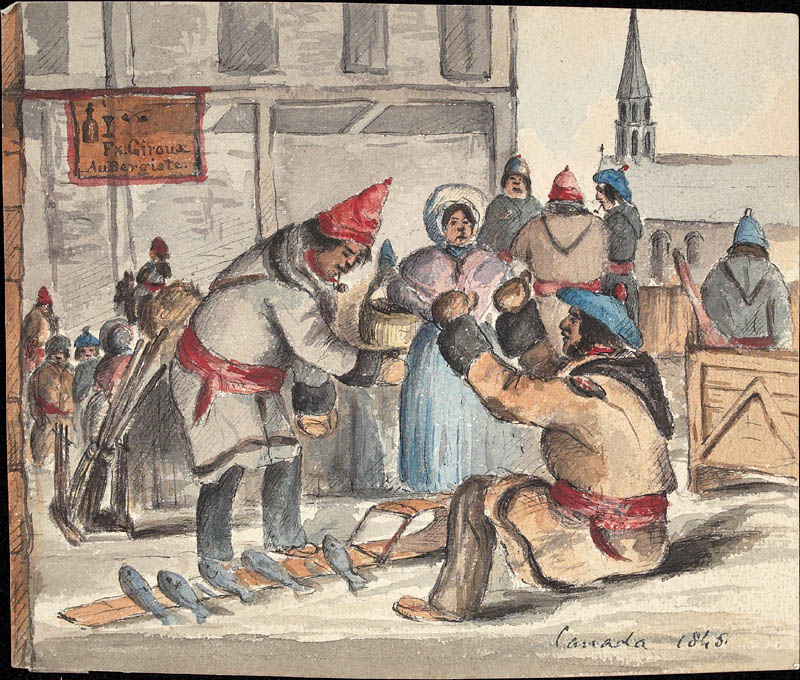
بيع السمك في أحد أسواقه بكيبيك حوالي عام 1845.

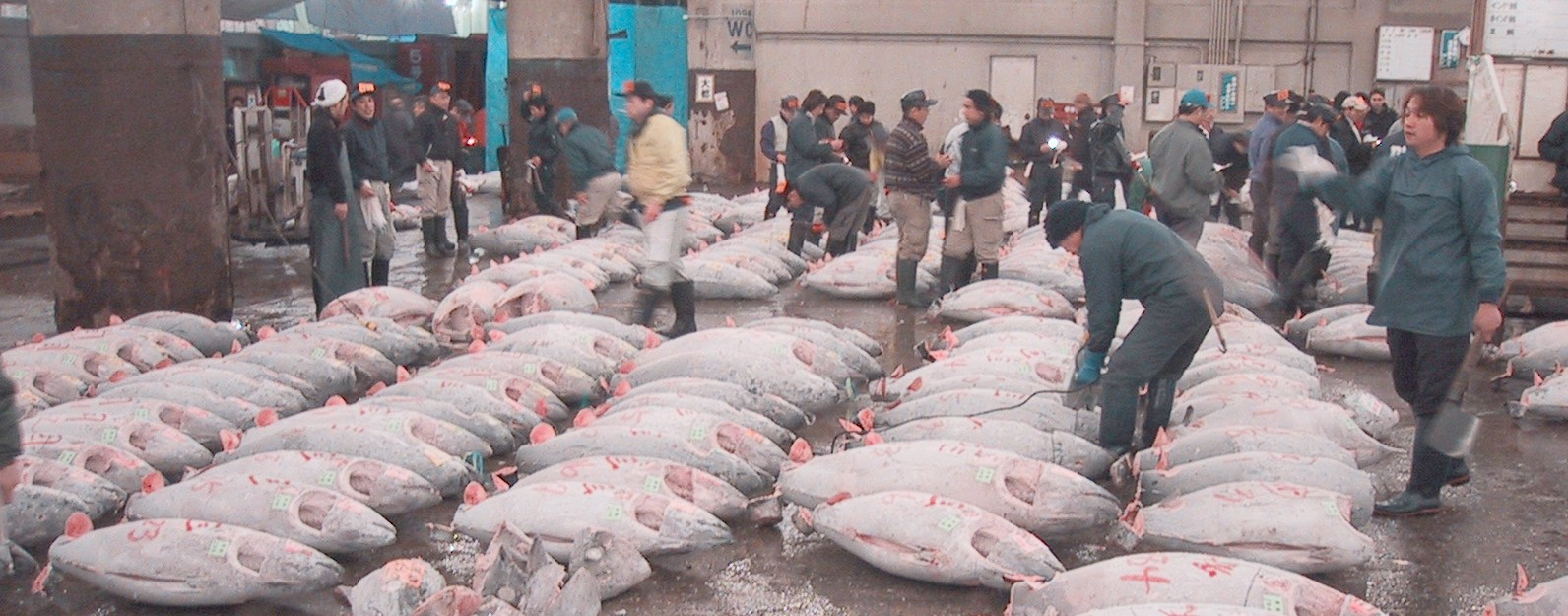
أسماك تونة مجمدة في سوق تسوكيجي للأسماك بطوكيو

سوق السمك (ويسمى في جدة البنقلة، وفي الإسكندرية حلقة السمك) هو سوق لبيع المنتجات السمكية. تتراوح أحجام أسواق السمك من أكشاك صغير كما في الصورة إلى أسواق كبيرة كسوق تسوكيجي للأسماك في اليابان الذي هو أكبر سوق لبيع السمك بالجملة في العالم، حيث يسلم سنويًا حوالي 660.000 طن. يُعرّف سوق السمك بأنه سوق لبيع المنتجات السمكية. يمكن تكريسه لتجارة الجملة بين الصيادين وتجار السمك، أو لبيع المأكولات البحرية للمستهلكين الأفراد، أو لكلا الأمرين. تبيع غالبًا أسواق بيع السمك بالتجزئة، وهي إحدى أنواع أسواق بيع السمك الطازج، طعام الشوارع أيضًا.
يتراوح حجم سوق بيع السمك من أكشاك صغيرة، كما في تلك الموجودة بالصورة على اليمين، إلى أسواق كبيرة كسوق تسوكيجي في طوكيو وهو أكبر سوق لبيع السمك بالجملة في العالم، إذ يسلم سنويًا نحو 660.000 طن من السمك.
يمكن أن يشير مصطلح سوق السمك أيضًا إلى عملية تسويق الأسماك بشكل عام، إلا أن هذه المقالة تركز على الأسواق المادية.

## التاريخ والازدهار

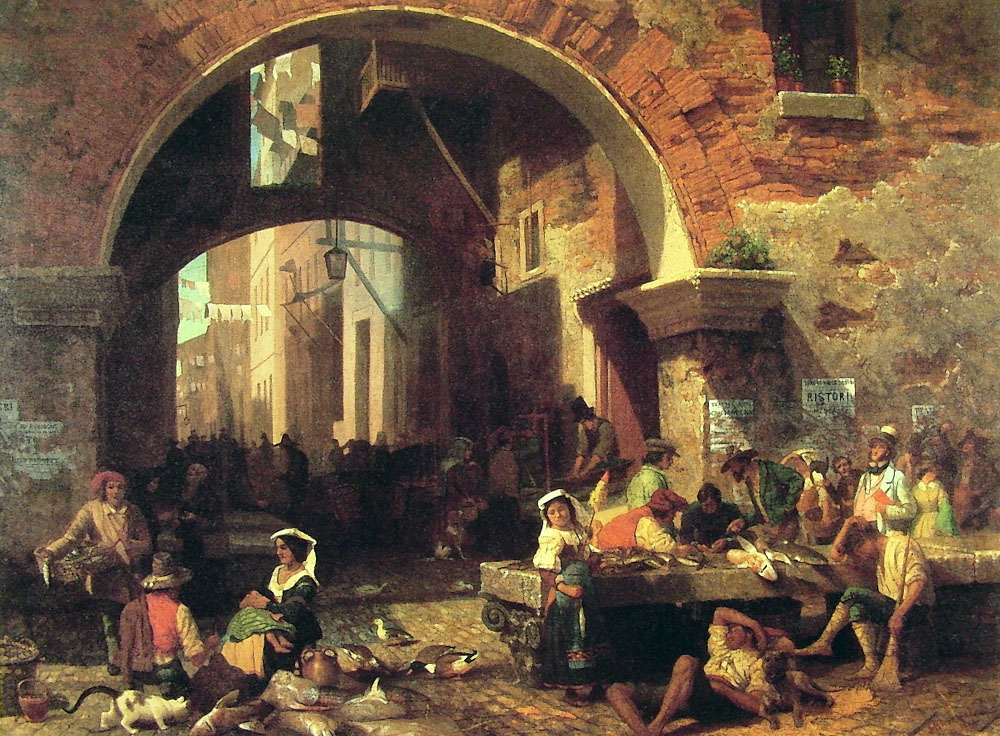
سوق السمك الروماني. قوس أوكتافيوس

عُرفت أسواق بيع السمك منذ العصور القديمة. كانت هذه الأسواق تُعد بمثابة أماكن عامة حيث يجتمع العديد من الأشخاص ويتناقشون حول الأحداث الجارية وبالسياسة المحلية. نظرًا لأن المأكولات البحرية سريعة التلف، فإن أسواق بيع السمك تتمركز في غالب الأحيان في المدن الساحلية منذ التاريخ القديم. بمجرد توافر الثلج والطرق الأخرى التي تستخدم للتبريد، أُنشئت بعض هذه الأسواق في المدن الداخلية الكبيرة والتي تمتاز بطرق تجارية جيدة إلى الساحل.
منذ توافر الطرق المستخدمة في التثليج إلى جانب النقل السريع في القرن التاسع عشر والقرن العشرين، أصبح بالإمكان فنيًا إنشاء أسواق بيع السمك في أي مكان. مع ذلك، نظرًا لأن لوجستيّات التجارة الحديثة قد ابتعدت عمومًا عن الأسواق لتتجه نحو منافذ البيع بالتجزئة، كالأسواق المركزية، فإن جميع أصناف المأكولات البحرية في جميع أنحاء العالم تباع الآن للمستهلكين عن طريق هذه الأماكن، كما هو حال معظم المواد الغذائية الأخرى.
على هذا النحو، فإن معظم أسواق السمك الرائدة تتعامل الآن وبشكل رئيسي بتجارة الجملة، بالتوازي مع مواصلة أسواق بيع السمك بالتجزئة العمل بذات القدر لأسباب تقليدية كالتي تخص الأسواق التجارية. كلا النوعين من أسواق بيع السمك غالبًا ما تكون أماكن لجذب السياحة كذلك.

## أسواق سمك بارزة
فيما يلي قائمة غير كاملة تضم أبرز أسواق بيع السمك

### الأسواق العاملة
- سوق تويوسو، الموجود في طوكيو، اليابان، أكبر سوق لبيع السمك في العالم، يحل محل سوق تسوكيجي السابق، كما يتميز بنفس القدرة على الأقل لكن بظل وجود بنية تحتية حديثة. افتُتح في 11 أكتوبر من عام 2018، بعد خمسة أيام من إغلاق سوق تسوكيجي (بغرض نقله).
- سوق لانويفا فيغا، الموجود في مدينة مكسيكو، المكسيك، ثاني أكبر سوق لبيع السمك في العالم. يسوّق كمية تتراوح من 250.000 وحتى 550.000 طن من المأكولات البحرية في السنة.
- سوق السمك في سيدني، الموجود في سيدني، أستراليا، ثالث أكبر سوق لبيع السمك في العالم من حيث حجم كميات البيع والثاني الأكبر من حيث التنوع.
- سوق ميركامدريد، الموجود في مدريد، إسبانيا، رابع أكبر سوق لبيع السمك في العالم، ويسوّق نحو 220.000 طن من الأسماك سنويًا.
- سوق بيلينغزغيت، الموجود في لندن، إنجلترا، المملكة المتحدة.
- سوق بوسان التعاوني لبيع السمك، الموجود في بوسان، كوريا الجنوبية.
- سوق فيسكيكوركا، الموجود في مدينة غوتنبرغ، السويد.
- سوق فولتون لبيع السمك، الموجود في نيويورك، الولايات المتحدة.
- سوق بايك بليس لبيع السمك، الموجود في سياتل، بولاية واشنطن، الولايات المتحدة.
- سوق مين أفينيو، واشنطن العاصمة، الولايات المتحدة.
- سوق أبردين للمأكولات البحرية، الموجود في أبردين، جزيرة هونج كونج، هونج كونج.
- سوق تايبيه لبيع السمك، تايبيه، تايوان.

### الأسواق التاريخية
- كان سوق تسوكيجي لبيع السمك في طوكيو، اليابان، أكبر سوق للأسماك في العالم، إذ يسوّق نحو 660.000 طن من الأسماك سنويًا. أُغلق في 6 أكتوبر عام 2018 بعد أن كان يعمل طوال 83 عامًا، مع انتقال معظم الأنشطة إلى سوق تويوسو الجديد.
- سوق سكانيا، وهو سوق سنوي تاريخي في شبه جزيرة فالستريبو، السويد.